# José Elías Leal
José Elías Leal   (14 de febrero de 1961, Reynosa, Tamaulipas) es un político mexicano, miembro del Partido Revolucionario Institucional. Fue diputado federal en la LIV Legislatura del Congreso de la Unión. Fue Presidente Municipal de Reynosa, Tamaulipas.

## Vida personal
Su padre es José Elías Maciel.
Nació en la ciudad de Reynosa, Tamaulipas el 14 de febrero de 1961 donde realizó todos sus estudios básicos. Cursó Estudios en derecho y un diplomado en Derecho Parlamentario, Ecología y Medio Ambiente. Se encuentra casado con Elvira Mendoza de Elías.

## Trayectoria política
Activo en el Partido Revolucionario Institucional desde 1985, ha desempeñado diversos puestos dentro de dicha organización a nivel estatal y federal. Ha sido consejero político de dicho partido en los tres niveles: municipal, estatal y federal. Entre 1986 y 1988 fue secretario general municipal de la fracción popular de su partido, la CNOP. En 2004 fue el coordinador de la campaña por la presidencia municipal de Reynosa. En 1989 y 1991 fue diputado federal por el II Distrito de Tamaulipas en la LIV Legislatura del Congreso de la Unión de México. Entre 2006 y 2007 se desempeñó como presidente del comité municipal del PRI.
En el periodo 2008 - 2010 fue diputado local por el distrito XVII Distrito Reynosa Norte en la LX Legislatura del Congreso del Estado de Tamaulipas. Y a partir del 13 de febrero de 2010 es secretario general de la CNOP a nivel estatal en Tamaulipas. 
De 1992 a 1998 fue representante permanente de México ante la FAO. Por ello, en 1998 se convirtió en Coordinador General de Asuntos Internacionales de la Subsecretaria de Recursos Naturales y Medio Ambiente de la SEMARNAT. También fue coordinador de SEDESOL dentro del estado de Tamaulipas.
En febrero de 2013 fue designado como candidato del PRI a la presidencia municipal de la ciudad con mayor número de habitantes del estado: Reynosa, para las elecciones celebradas el 7 de julio de 2013, nombramiento que se oficializó el 24 de marzo de 2013. En dicho proceso electoral, resultó elegido presidente Municipal de Reynosa.

## Controversias
En nota periodística del periódico La Jornada.